# Ciarda Roșie

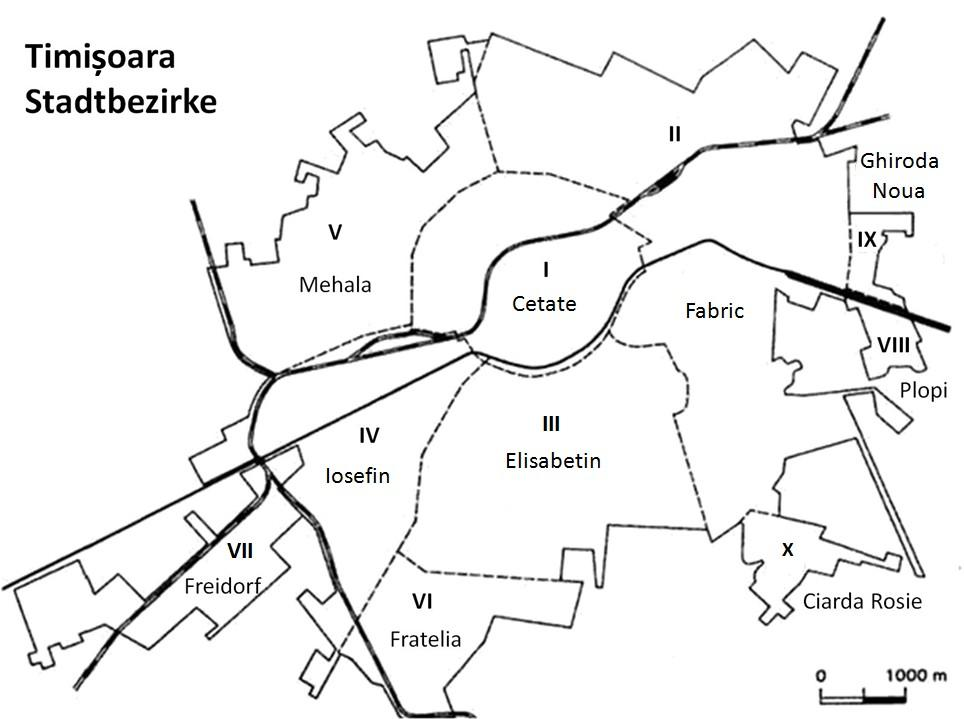
Stadtbezirke von Timișoara

Ciarda Roșie (deutsch Rote Tscharda, ungarisch Vörös Csárda) ist der X. Bezirk der westrumänischen Stadt Timișoara (deutsch Temeswar). Der im Südosten der Stadt gelegene Bezirk erstreckt sich über eine Fläche von 102 Hektar, großteils südlich der Straße nach Buziaș. Er wurde 1953 nach Timișoara eingemeindet und ist heute der jüngste der insgesamt zehn Stadtbezirke.
Der Name Ciarda Roșie leitet sich von einem früher dort gelegenen Gasthaus in Backsteinbauweise ab. Csárda steht in der ungarischen Sprache für Wirtshaus oder Dorfschenke. Bei der rumänischen Bevölkerung war das Lokal auch als Hanul Roșu oder Hanul Cărămiziu bekannt. 1930 wurde es allerdings in Petőffy umgetauft, gleichzeitig bauten die Betreiber einen Sommergarten an.
Um diesen Gastronomiebetrieb herum entwickelte sich ab der Jahrhundertwende eine ursprünglich überwiegend von Ungarn bewohnte Arbeitersiedlung. Heute handelt es sich um ein stark industrialisiertes Gebiet.
In Ciarda Roșie gab es im März 2016 noch Nebenstraßen ohne Asphalt.